# US5
US5 fue un grupo de pop con integrantes de Alemania, Reino Unido y Estados Unidos clasificado como boy band. Dentro de esta categoría, fue la banda de chicos establecida en Europa con mayores ventas discográficas en el centro del continente europeo en la década de los 2000.
Originado entre Estados Unidos y Alemania en 2005, el grupo se formó en el programa de televisión de telerrealidad Big in America (emitido por el canal alemán de televisión en abierto RTL Zwei, por el canal musical VIVA de Viacom y por MTV en Reino Unido). 
US5 fue también creación del productor y mánager estadounidense Lou Pearlman (descubridor y artífice de exitosos grupos como Backstreet Boys, 'N Sync, O-Town o Innosense -que contó en sus inicios con Britney Spears-). Pearlman editó los álbumes del grupo bajo su sello discográfico Trans Continental Records. También fueron editados por Global Records, Triple M Music y Universal Music.
Además de Alemania, el grupo tuvo repercusión en Austria, Suiza, Polonia, República Checa, Rusia y Estados Unidos. También realizaron conciertos y promoción en países como Reino Unido, España y Japón, entre otros.
US5 vendió doce millones de copias discográficas (álbumes, sencillos, reediciones, directos y DVDs) en todo el mundo.

## Historia
En 2005 US5 presentó su primer sencillo: el tema «Maria», cuyo videoclip fue rodado en Universal Orlando Resort en la primavera de ese año. La canción fue un éxito de verano y un número uno en emisoras de distintos países. Fue incluida en su álbum debut Here we go y se grabó también una versión española de la canción. 
«Maria» vendió medio millón de copias en Estados Unidos, que fueron certificadas por RIAA con un Disco de Oro en ese país. Además, estuvo 22 semanas consecutivas en el número uno en Alemania, donde también fue Disco de Oro. En Austria alcanzó la cuarta posición y en Suiza la octava. Tras la promoción realizada en Reino Unido, entró en el Top40. 
El disco Here we go fue triple Disco de Platino en Alemania y Disco de Oro en Austria y Polonia. Contó con otros sencillos como «Just because of you», «Come back to me baby» o «Mama» (todos con posicionales altas en las ventas) y con una versión del tema de ABBA, «One of us». Los dos últimos singles fueron presentados en el marco de la reedición internacional del disco. «Mama» fue grabada también en versión de orquesta. La portada de Here we go estuvo durante un mes colgada en el exterior de la Virgin Megastore de Times Square en Manhattan.
Ese mismo año salió a la venta el DVD US5 - The History certificado en Alemania como Disco de Oro.
En 2006 el grupo lanzó su segundo disco In Control que fue Disco de Oro en Polonia y entró en la lista de ventas en Japón. Este año el grupo viajó al citado país así como a Taiwán y Tailandia en una gira promocional. En Europa, el álbum entró en los diez más vendidos en Alemania y Austria pero también tuvo entrada en la lista de ventas de Suiza.
El sencillo de este disco fue «In the club» (número uno en Polonia, número dos en Alemania y Austria) y en la reedición In Control: Reloaded fueron sencillos las canciones «One Night With You» y «Rhythm of Life (Shake It Down)» (número dos y cuatro en Alemania respectivamente). Con el lanzamiento de «One Night With You» se incluyó un videoclip para el tema «365 Days».
Durante el mismo año presentaron dos nuevos DVD: Here we Go – Live & Private y US5 – Live In Concert. El primero fue Disco de Platino en Alemania y número uno en Austria mientras que el segundo fue triple Disco de Oro en Alemania.
En 2007, uno de sus miembros, Mikel Johnson, decide abandonar el grupo para perseguir una carrera en solitario (siendo remplazado por un joven llamado Vincent Tomas). Ese mismo año graban una canción junto a Robin Gibb del grupo pop/rock británico Bee Gees. El resultado fue el tema «Too much heaven». Posteriormente reciben el Nickelodeon Kids' Choice Awards al grupo musical favorito. Un premio que revalidarían y volverían a ganar al año siguiente. 
En 2008 presentaron su tercer disco Around the World con Universal Music precedido del sencillo «Round and Round» (número siete en los más vendidos en Alemania). Posteriormente salió al mercado el DVD US5 on Holiday (número siete en Austria y número diez en Suiza). Tiempo después, el alemán Chris Watrin, también abandona el grupo. Cayce Clayton le sustituye.
Ese mismo año ganaron su tercer Jetix Kids Award entregado por el antiguo canal de televisión de Walt Disney Television. Posteriormente interpretan el tema principal de la película High School Musical: Fin de curso grabando un videoclip con imágenes de la película. La canción lleva por título «The boys are back» y fue incluida en la banda sonora original del filme, así como un segundo sencillo en su tercer disco.
En 2009 recibieron su quinto Bravo Otto entregado por los lectores de la revista BRAVO en su edición alemana.
En 2010 lanzaron su cuarto álbum Back again bajo el sello discográfico Major Records. El primer sencillo del disco fue «Anytime» que no contó con videoclip. Este trabajo incluyó una nueva versión más rápida de su primer éxito «Maria».

## Miembros de la banda
Christopher “Izzy” Gallegos (19 de septiembre de 1983 en Stockton, California, Estados Unidos):
Antes de mudarse a Alemania, vivía con su madre y sus dos hermanos menores. Izzy creaba música desde que tenía 15 años. Antes de empezar en US5, era cantante en su propia banda llamada Exact. Fueron teloneros de Aaron Carter y Jessica Simpson.
Tariq “Jay” Khan (31 de marzo de 1982 en Londres, Reino Unido):
Se trasladó con sus padres a Berlín. Habla con fluidez alemán, inglés y francés. Tiene dos hermanos gemelos: Kamran y Yasmin. Su padre nació en Afganistán. Es compositor, productor y cantante. Comenzó su carrera en la discográfica Triple M Music. De la mano de los productores Mike Michaels y Mark Dollar lanzó la canción «Schick Mir». En la banda Overground vendió alrededor de 250.000 copias y era número uno en las listas de singles. 
Christopher Richard “Richie” Stringini (28 de noviembre de 1988 en Wheaton, Illinois, Estados Unidos):
Desde pequeño ha estado vinculado a la industria del entretenimiento. Fue modelo infantil y posteriormente vivió en Los Ángeles dónde ejerció de actor realizando anuncios de televisión y películas como Rule Number One. En 2005 ganó el premio YAM! otorgado por el grupo editorial alemán Axel Springer SE como la super estrella del año. Este premio le fue entregado en uno de los conciertos de US5. En la década de 2010 publicó sencillos como «Man Down» (logró primeros puestos en radios de Polonia), «We Don't Gotta Go Home» o versiones como «Dancing on my own».
Jayson Pena (28 de octubre de 1990 en Nueva York, Estados Unidos):
Comenzó en el mundo de la música por su pasión por el baile. Entró en la banda como sustituto de Vincent Tomas, tras hacer el casting Make US5 Again.

### Exmiembros
Michael “Mikel” Johnson (18 de julio de 1987 en Mainz, Alemania):
Empezó a cantar cuando era un niño a la edad de 13 años. Pearlman lo denominó "el nuevo Michael Jackson alemán". Tiene dos hermanos y una hermana.
Christoph “Chris” Watrin (7 de agosto de 1988 en Colonia, Alemania):
Le gusta la fotografía, el surf y el voleibol. Es compositor. Estudió Comunicación en el contexto social y económico en la Universidad en Berlín. En 2013, Chris fundó un grupo musical de personas con discapacidades que trabajaron juntos durante siete años. En 2021 está a punto de graduarse del Conservatorio de Música de Colonia con una licenciatura en música. Ha lanzado versiones como «You raise me up».
Vincent “Vince” Tomas (27 de agosto de 1992 en Mansfield, Ohio, Estados Unidos):
Fue el sucesor de Mikel en la banda.

## Discografía

### Álbumes de estudio
- 2005: Here We Go
- 2006: In Control
- 2007: In Control Reloaded
- 2008: Around The World
- 2010: Back Again

### Sencillos
- 2005: «Maria»
- 2005: «Maria» (Spanish version)
- 2005: «Just because of you»
- 2006: «Come back to me baby»
- 2006: «Mama»
- 2006: «In the Club»
- 2007: «One Night with you»
- 2007: «365 Days»
- 2007: «Rhythm of Life (Shake It Down)»
- 2007: «Too much heaven» (con Robin Gibb de Bee Gees)
- 2008: «Round and round»
- 2008: «The boys are back»
- 2010: «Anytime»

### DVD
- 2005: US5 – The History
- 2006: Here We Go – Live & Private
- 2006: US5 – Live in Concert
- 2008: US5 - On Holidays